# Valle Roveto
Das Valle Roveto oder Val Roveto ist ein Tal im Abruzzischen Apennin in der Provinz L’Aquila im Südwesten der Marsica. Das Tal wird vom Fluss Liri durchflossen und ist Teil des größeren Tals Valle del Liri.
In dem Tal befinden sich die Gemeinden Capistrello, Canistro, Civitella Roveto, Civita d’Antino, Morino, San Vincenzo Valle Roveto und Balsorano.